# Joey Sellers
Joey Sellers (* 1962 in Phoenix (Arizona)) ist ein amerikanischer Posaunist, Komponist und Arrangeur des Modern Jazz.
Joey Sellers wuchs in Arizona auf und graduierte an der Arizona State University. Einige Jahre arbeitete er als freischaffender Musiker in New York City und Los Angeles, außerdem übernahm er eine Assistenzprofessur für Jazzstudien an der Northern Illinois University. Sellers ist seit 2005 Direktor für Jazzstudien am Saddleback College in Kalifornien, wo er Improvisation, Ensemblespiel, Komposition und Jazzgeschichte unterrichtet.
Sellers nahm für das Nine Winds Label von Vinny Golia einige Alben auf; 2006 erschien das Album Jazz Aggregation. Außerdem betätigte er sich als Komponist in den Bereichen Jazz und zeitgenössische Musik für das Lincoln Center Jazz Orchestra, Doc Severinsen, sowie für die Sinfonieorchester in Tulsa, Long Beach und San Antonio und Arbeiten für die Formation St. Louis Brass. Sellers arbeitete mit zahlreichen Jazzmusikern zusammen, wie Dave Liebman, Joe LaBarbera, Bruce Fowler, Tony Malaby, Lew Tabackin, Conrad Herwig, Bobby Shew, Michael Formanek, Toshiko Akiyoshi und Kenny Wheelers Large Ensemble.
Sellers wurde für seine kompositorischen Leistungen mit dem Gil Evans Fellowship in Jazz Composition, dem Sammy Nestico Award und dem Julius Hemphill Composition Award ausgezeichnet.

## Diskographische Hinweise
- Something for Nothing (Nine Winds, 1989) mit Bruce Fowler, Ken Filiano
- Pastels, Ashes (Nine Winds, 1991)
- Obsequious Equestrian Haberdashers (2023), mit Trey Henry, Kendall Kay